# Cardona
Cardona là một đô thị trong comarca Bages, tỉnh Barcelona, Catalonia, Tây Ban Nha.

## Biến động dân số
| 1900 | 1930 | 1950 | 1970 | 1986 | 2006 |
| ---- | ---- | ---- | ---- | ---- | ---- |
| 3855 | 4820 | 6591 | 7006 | 6723 | 5226 |